# Parischnolea
Parischnolea is een kevergeslacht uit de familie van de boktorren (Cerambycidae). De wetenschappelijke naam van het geslacht werd voor het eerst geldig gepubliceerd in 1942 door Breuning.

## Soorten
Parischnolea omvat de volgende soorten:
- Parischnolea excavata Breuning, 1942
- Parischnolea jatai Martins & Galileo, 1995